# جاي مايكل بيلي
جاي مايكل بيلي (بالإنجليزية: J. Michael Bailey)‏ هو عالم نفس أمريكي، ولد في 2 يوليو 1957 في لوبوك في الولايات المتحدة.

## وصلات خارجية
- جاي مايكل بيلي على موقع IMDb (الإنجليزية)